# Sismo de Lisboa de 1755
O Sismo de 1755, também conhecido por Terramoto de 1755 (português europeu) ou Terremoto de 1755 (português brasileiro) ocorreu no dia 1 de novembro de 1755, resultando na destruição quase completa da cidade de Lisboa, especialmente na zona da Baixa, e atingindo ainda grande parte do litoral do Algarve e Setúbal. O sismo foi seguido de um maremoto - que se crê tenha atingido a altura de 20 metros - e de múltiplos incêndios, tendo feito certamente mais de 10 mil mortos (há quem aponte muitos mais). Foi um dos sismos mais mortíferos da história, marcando o que alguns historiadores chamam a pré-história da Europa Moderna. Os sismólogos estimam que o sismo de 1755 atingiu magnitudes entre 8,7 a 9 na escala de Richter.
O sismo de Lisboa teve um enorme impacto político e socioeconómico na sociedade portuguesa do século XVIII, dando origem aos primeiros estudos científicos do efeito de um sismo numa área alargada, marcando assim o nascimento da sismologia moderna. O acontecimento foi largamente discutido pelos filósofos iluministas, como Voltaire, inspirando desenvolvimentos significativos no domínio da teodiceia e da filosofia do sublime.

## O sismo

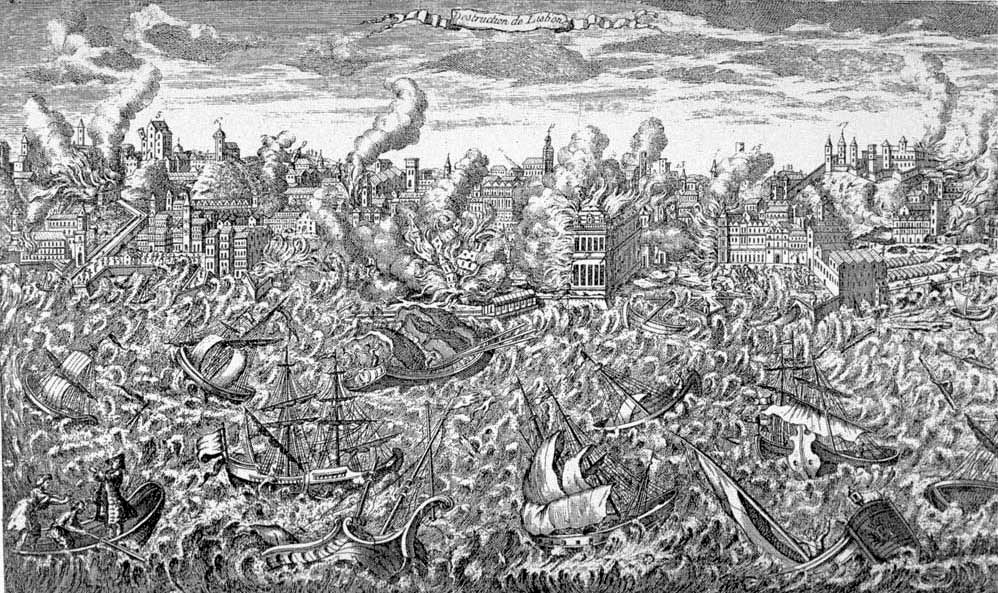
Gravura em cobre de 1755 mostrando Lisboa em chamas e o tsunâmi varrendo o porto

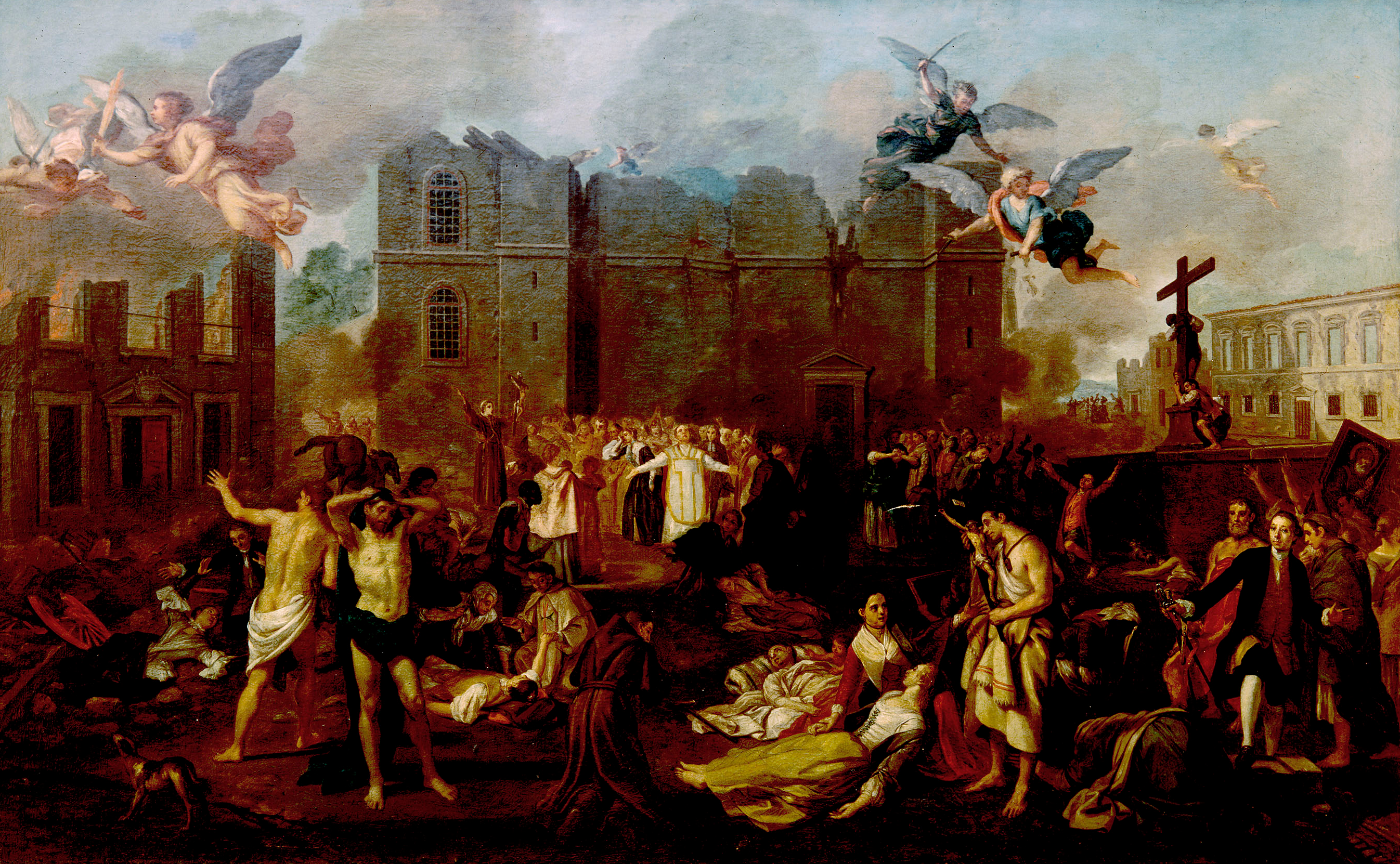
Alegoria ao sismo de 1755

O sismo fez-se sentir na manhã de 1 de novembro de 1755 às 9h30 ou 9h40 da manhã, dia que coincide com o feriado do Dia de Todos-os-Santos. A data contribuiu para um alto número de fatalidades, visto que ruas e igrejas estavam cheias de fiéis.
O epicentro não é conhecido com precisão, havendo diversos sismólogos que propõem locais distanciados de centenas de quilómetros. No entanto, todos convergem para um epicentro no mar, entre 150 a 500 quilómetros a sudoeste de Lisboa. Devido a um forte sismo, ocorrido em 1969 no Banco de Gorringe, este local tem sido apontado como tendo forte probabilidade de aí se ter situado o epicentro em 1755. A magnitude pode ter atingido 9 na escala de Richter.
Relatos da época afirmam que os abalos foram sentidos, consoante o local, durante duas horas e meia, causando fissuras enormes de que ainda hoje há vestígios em Lisboa. O padre Manuel Portal é a mais rica e completa fonte sobre os efeitos do sismo, tendo descrito, detalhadamente e na primeira pessoa, o decurso do sismo e a vida lisboeta nos meses que se seguiram. A intensidade do sismo em Lisboa e no cabo de São Vicente estima-se entre X-XI na escala de Mercalli. Com os vários desmoronamentos os sobreviventes procuraram refúgio na zona portuária e assistiram ao recuo das águas, revelando o fundo do mar cheio de destroços de navios e cargas perdidas. Poucas dezenas de minutos depois, um tsunâmi, que atualmente se supõe ter atingido pelo menos seis metros de altura, havendo relatos de ondas com mais de 10 metros, fez submergir o porto e o centro da cidade, tendo as águas penetrado cerca de 250 m.
 

Acerca do nível de destruição do sismo, sem menção ao tsunâmi, e focando os incêndios, no Novo atlas para uso da mocidade portuguesa (1782), o tradutor corrige em nota o autor francês dizendo:
O Autor, mal-informado do que aconteceu a esta capital no referido Terramoto, asseverou que ela ficara inteiramente arrasada, quando é certo que em mais de duas partes ficou em pé, e que somente o incêndio, que lhe sobreveio, abrasou, e consumiu os edifícios, tesouros, móveis, riquezas, preciosidades, alfaias, etc. ficando unicamente as paredes. Porém, de tudo o mais raro, que se perdeu, foi a grande Livraria de Sua Majestade - rara pelos manuscritos e originais da Antiguidade que conservava - perda sem dúvida lamentável para os sábios.

### O tsunâmi

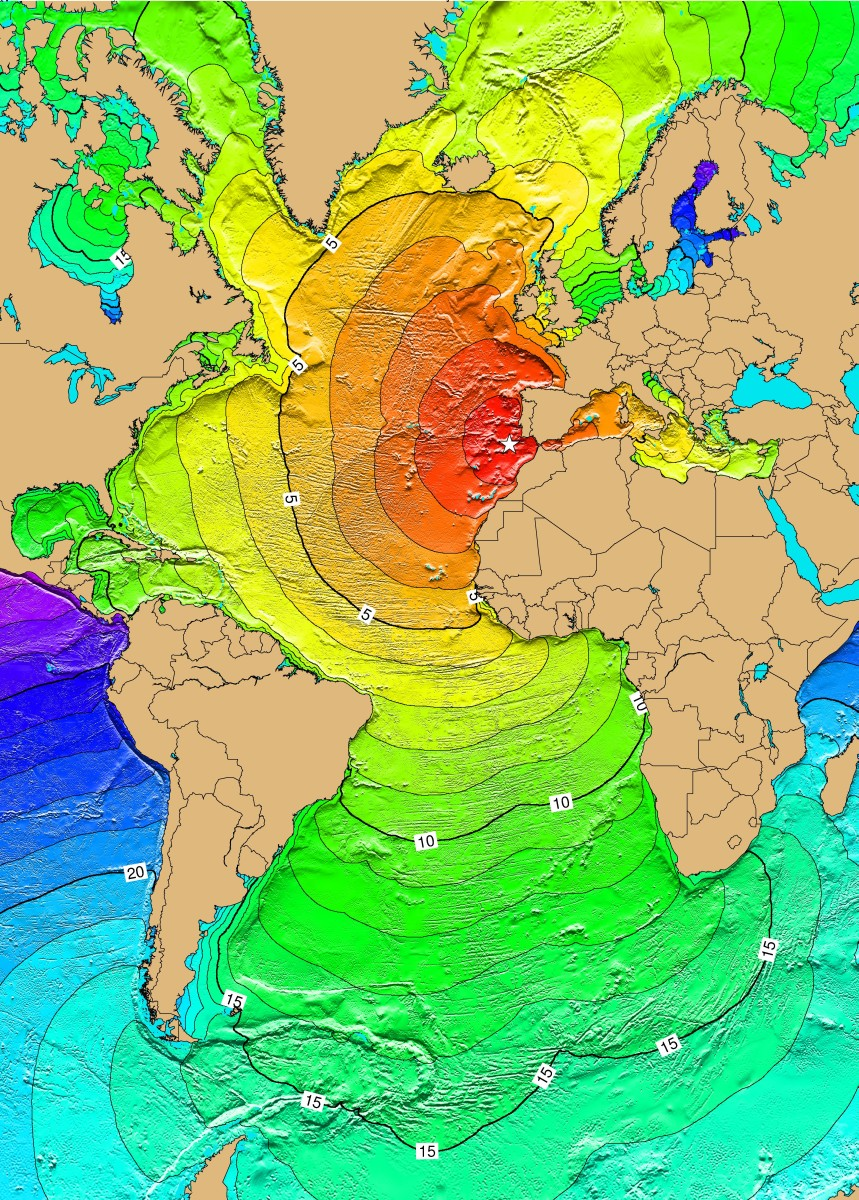
Localização potencial do epicentro do terramoto de 1755 e tempos de chegada do tsunâmi, em horas após o sismo

Lisboa não foi a única cidade portuguesa afetada pela catástrofe. Todo o sul de Portugal, sobretudo o Algarve, foi atingido e a destruição foi generalizada. Além da destruição causada pelo sismo, o tsunâmi que se seguiu destruiu no Algarve fortalezas costeiras e habitações, registando-se ondas com até 30 metros de altura. As ondas de choque do sismo foram sentidas por toda a Europa e norte da África. As cidades marroquinas de Fez e Meknès sofreram danos e perdas de vida consideráveis. Os maremotos originados pela movimentação tectónica varreram locais desde do norte de África (como Safim e Agadir) até ao norte da Europa, nomeadamente até à Finlândia (através de seichas) e através do Atlântico, afetando os Açores e a Madeira e locais tão longínquos como Antígua, Martinica e Barbados. Diversos locais em torno do golfo de Cádis foram inundados: o nível das águas subiu repentinamente em Gibraltar e as ondas chegaram até Sevilha através do rio Guadalquivir, Cádis, Huelva e Ceuta.
De uma população de 300 mil habitantes em Lisboa, crê-se que 90 mil morreram, 900 das quais vitimadas directamente pelo tsunâmi. Outros 10 mil foram vitimados em Marrocos. Cerca de 85% das construções de Lisboa foram destruídas, incluindo palácios famosos e bibliotecas, conventos e igrejas, hospitais e todas as estruturas. Várias construções que sofreram poucos danos pelo sismo foram destruídas pelo fogo que se seguiu ao abalo sísmico, causado por lareiras de cozinha, velas e mais tarde por saqueadores em pilhagens dos destroços.
Na obra História Universal dos Terramotos, de Joaquim José Moreira de Mendonça (1758), que apresenta o primeiro balanço sistemático dos efeitos, refere-se que as águas alagaram o bairro de S. Paulo e que esse "espanto das águas" difundiu o perigo de que vinha o mar cobrindo tudo:
Havia muita gente buscado as margens do Tejo, por se livrarem dos edifícios, cheios de horror da vista das suas ruínas. Eis que de repente entra o mar pela barra com uma furiosa inundação de águas, que não fizeram igual estrago em Lisboa que em outras partes, pela distância que há de mais de duas léguas desta Cidade à foz do rio. Contudo, passando os seus antigos limites se lançou por cima de muitos edifícios e alagou o bairro de S. Paulo. Cresceu em todos os que haviam procurado as praias o espanto das águas, e o novo perigo se difundiu por toda a Cidade, e seus subúrbios, com uma voz vaga, que dizia que vinha o mar cobrindo tudo.
O Maremoto de 1755 foi resultado directo do grande sismo com epicentro no Atlântico Nordeste que a 1 de novembro de 1755 destruiu a cidade de Lisboa e múltiplas outras localidades no litoral sul de Portugal e Espanha e na costa noroeste de Marrocos. Foi o maior maremoto de que há registo histórico no Oceano Atlântico, causando grande mortandade em todas as costas atingidas. Causado pelo sismo de 1755 que a 1 de novembro daquele ano destruiu Lisboa e várias outras cidades do sul de Portugal e do Norte de África gerou-se um poderoso maremoto que percorreu o Atlântico Norte causando danos na Madeira e Açores e ainda nas Caraíbas e na costa leste dos Estados Unidos. Causou ainda um Tsunâmi no Brasil: as ondas chegaram ainda altas no litoral pernambucano e na orla peninsular de Salvador, no Nordeste do Brasil.

#### Relatos em Lisboa
Na obra História Universal dos Terramotos, de Joaquim José Moreira de Mendonça (1758), que apresenta o primeiro balanço sistemático dos efeitos, refere-se que as águas "alagaram o bairro de S. Paulo" e que o "espanto das águas" difundiu o perigo de que "vinha o mar cobrindo tudo": 
Havia muita gente puxada para o rio Tejo, por se livrarem dos edifícios, cheios de horror da vista das suas ruínas. Eis que de repente entra o mar pela barra com uma furiosa inundação de águas, que não fizeram igual estrago em Lisboa que em outras partes, pela distância que há de mais de duas léguas desta Cidade à foz do rio. Contudo, passando os seus antigos limites se lançou por cima de muitos edifícios e alagou o bairro de S. Paulo. Cresceu em todos os que haviam procurado as praias o espanto das águas, e o novo perigo se difundiu por toda a Cidade, e seus subúrbios, com uma voz vaga, que dizia que vinha o mar cobrindo tudo.

#### Relatos nos Açores
O texto que se segue, extraído dos Anais da Ilha Terceira, de Francisco Ferreira Drummond, edição da Câmara Municipal de Angra do Heroísmo, 1836, pp. 262–267, conta o sucedido na ilha Terceira, uma das mais atingidas:
No 1º de Novembro deste ano fatal, das 9 para as 10 horas da manhã aconteceu a quase total ruína da famosa cidade de Lisboa, procedida de um horroroso terremoto, que demoliu a maior parte de seus edifícios, padecendo os templos mais sumptuosos, e palácios magníficos; e por fim pôs o elemento do fogo a última mão a este grande e tremendo feito, que se tornou por castigo.
Em todas as ilhas dos Açores se alterou o mar àquela mesma hora, e nesta ilha Terceira houve uma enchente, que nas partes mais baixas do sul entrou por terra dentro, lançando nela muito peixe de diversas qualidades. No Porto Judeu subiu o mar à altura de 10 palmos na rocha mais elevada. Em Angra entrou até à praça chamada dos Cosmes, hoje — Praça Velha — ficando os navios boiando em seco, por se retirarem as águas quando quiseram fazer o acesso, e no refluxo levou o mar as muralhas da alfândega, muitas madeiras que por ali estavam, assim como todos os barcos varados no Porto de Pipas.
Acha-se a fl. 211 do livro dos óbitos na igreja Matriz da vila da Praia a seguinte declaração:
Em sábado 1º de Novembro, dia da festividade de todos os Santos do presente ano de 1755, pelas nove para as dez horas do dia, e a tempo que se cantava missa de Tércia, estando o mar em ordinária tranquilidade, se elevou tanto em três contínuas marés ficando quase seca a sua profundidade por largo espaço, e nunca visto de pessoas de maior idade: e com estas três elevações insólitas entrou pelo porto desta vila, inundou a lagoa dela, chamada o Paul da Praia, e todo o seu areal, desde o dito porto até o lugar da Ribeira Seca, demolindo 15 casas a fundamentis, e entre elas a ermida do Apostolo S. Tiago, sita no lugar do Porto Martins; areando terras e vinhas, derribando paredes, que ficaram cravadas nos prédios de seus donos, que com grandes despesas as não restituíram ao antigo estado; nem em muitos anos produziram os frutos que antes rendiam: neste admirável e inopinado acontecimento, que seria castigo da Divina Justiça contra os depravados costumes dos homens se recorreu logo à Divina Misericórdia, com preces em todas as igrejas e mosteiros desta vila, e no dito dia saio em procissão a milagrosa imagem do Santo Cristo da Casa da Misericórdia; e no 32 dia se fez segunda procissão por toda esta vila, com assistência do clero, e mais comunidades dela: e ainda se continuam outras deprecações à Senhora dos Remédios, Rosário, e Piedade, para que por sua intercessão possamos alcançar de Deus Senhor nosso e Cristo Jesus seu filho a suspensão deste castigo, e a reforma na vida dos homens.
Deixo escrito neste livro a fatalidade deste caso sempre memorando, e não menos do que já aconteceu na mesma vila em 24 de maio de 1614, que sempre será lembrado: e permita Deus que de um e outro se lembrem os homens, para comporem os seus procedimentos, e acções, regulando-as sempre pelas leis do mesmo Deus, e sua igreja.
Neste naufrágio lamentável faleceram Mateus Teixeira, pescador, marido de Ignez da Conceição, morador desta ilha, que no dia seguinte foi achado defunto, e sepultado na igreja da Misericórdia. E também faleceu Simão Machado Evangelho, marido de Rosa Maria, que não apareceu depois da inundação; D. Catarina Teresa, mulher de Inácio Paim da Câmara, e Ana, menor, que se diz filha do mesmo, e Josefa Antónia, fâmula dos ditos, que todos três naufragaram na mesma casa, em que no dito tempo assistiam em o lugar do Cabo da Praia; mas ainda casa pertencente a esta paróquia.
E ultimamente faleceu no dito dia Manoel Vieira Luiz, marido de Angela da Ascensão, nosso paroquiano, morador na Canada d’Angra, que também com os mais não saio do naufrágio, em que pereceram. E para que assim conste se fez este termo em 13 do dito novembro de 1755, por se esperar poderem sair do mar os corpos de defuntos em alguns deles.
Diz uma nota:
O cadáver do dito Simão Machado apareceu depois de. um mês e 24 dias, e se achou o cadáver deste defunto no Paul, inteiro, e sem corrupção notável, e foi sepultado no hábito de S. Francisco na igreja da Misericórdia desta vila em 24 de dezembro do dito ano. ---Godinho -- Christovão Borges da Costa, pelo mesmo António Gonçalves da Costa, que não assignou este termo assim os outros.
Outro assento, e de não menos importância achei no livro do tombo da igreja paroquial de Santo António do Porto Judeu a fl. 304; eis aqui o seu texto:
 — In posteritatem — Em dia de Todos os Santos do ano de 1755, pelas 10 horas da manhã, pouco mais ou menos, aconteceu nesta ilha uma enchente e vazante de maré extraordinário, e cá nunca visto, que no porto deste lugar chegou à enchente á altura de dez palmos da rocha, e vazou até o direito da fortaleza, principalmente três marés, e depois as seguintes foram moderando os acessos e recessos, até que foram ficando no seu natural pelo decurso da tarde. Na cidade foi esta cheia mais notável porque chegou a entrar acima do portão, levou o muro do caminho do matadouro: e o vazante foi tanto que chegaram a aparecer as ancoras da amarração dos navios, perigaram 3 ou 4 homens, que quiseram acudir a barcos, e deles está um enterrado no adro desta igreja, que saiu neste porto. Na vila da Praia ainda mais notável porque chegou com muita força ao paul, onde deixou enxurrado algum barco, e com grande admiração levou um de carregação por detrás da fortaleza, por cima daqueles grandes calhaus, e sempre direito, com três homens dentro, sem prejuízo atendível.
Ainda que neste lugar e nesta ilha se não sentiu terremoto, foi a causa desta cheia um que no dia e hora houve na corte e cidade de Lisboa, que durando o espaço de 8 minutos pôs em terra com total ruína quase toda a corte, e edifícios sumptuosos dela, e ao mesmo tempo se conjuraram os quatro elementos porque a terra com aquele moto, nos nossos tempos nunca vistos, o ar com notável vento inquieto, a água com a cheia extraordinária e nunca vista, o fogo que incendiando toda a corte, o que sucedeu em muitas partes dela totalmente reduziu tudo a cinzas, em que se perdeu todo o precioso, e quantos corpos que ainda estavam vivos, que presos debaixo das ruínas não puderam fugir, assim de homens como de mulheres, e se abrasaram: que se reputou o número, à primeira consideração, a 30 mil pessoas, que nas ruínas, fogo e cheia morreram, depois com melhor exame, e por falta nos róis da igreja se disse serem mais de 50 mil. Proh dolor!??
Chegou este terremoto e cheia, não com notável espanto em França, Castela, e Roma, e consequentemente aos mais estados da Europa; porém no império Otomano se sentiu muito principalmente no Salé, Maníquez, e Marrocos, e em outras muitas cidades, e províncias suas com que morreram tantas mil pessoas, como também nas grandes cheias do mar tanto no terremoto do dia l.º de Novembro, que não foi 1á o maior, mas no do dia 18 do mês, que indo de Maniquez para outra cidade fugindo muitos com camelos e mulas carregadas do mais precioso, se abriu a terra e desapareceu e subverteu tudo, e em cerco em que estavam 16 mil Judeus só 8 escaparam; e estas e outras muitas que aqui se não podem relatar vieram e as vi escritas em uma carta que enviou o guardião do convento de Maniquez ao seu comissário de Castela.
Aqui acaba a parte do assento relativo à enchente e sucessos deste ano, a segunda parte contém a notícia dos sucessos de 1757, onde a hei de transcrever. Parece que o mencionado ano de 1755 foi bastante calamitoso por contágio de graves moléstias nas pessoas de pouca idade como observei nos livros mortuários de algumas paróquias. Na de S. Sebastião, de 2 em 2 e de 3 em 3 dias havia enterros; a 3 de Agosto acha-se o termo 4 meninos, dos quais o maior tinha 5 anos, mas não achei menção da moléstia; o que certamente escapou à notória curiosidade do vigário Manuel de Sousa de Meneses.
Finalmente, sendo tão notável o estrago feito por esta enchente na costa sul da ilha, que além de levar muitas casas, entulhar cerrados, obstruir estradas, derribar fortificações, não achei menção alguma dela nos livros das Câmaras, que tão pouco se fazia caso de transmitir à posteridade o conhecimento de tais fenómenos.

### Comparação com o Sismo de 1531
O Sismo de 1755 tendo apagado da memória o Sismo de Lisboa de 1531, não deixa de merecer que Joaquim José Moreira de Mendonça compare ambos na sua História Universal dos Terramotos (1758)ː
Nem obsta dizer-se vulgarmente que o Terramoto presente foi maior que o de 1531, por se verem arruinadas a Torre da Basílica de Stª Maria, e muitas igrejas, que naquele não caíram. A isto respondo que também neste ainda ficou sem ruína a outra Torre da mesma antiga Sé; e que as igrejas que caíram agora naquele tempo eram muito novas e ressentiram da mesma forma que ao presente sucedeu às duas Igrejas de S. Bento, à de Nª Srª das Necessidades, à do Menino Deus, à dos Paulistas e outras, com alguns palácios, e casas novas, que não padeceram ruína considerável. (páginas 55-56)

## Impacto na sociedade
“O dia primeiro do corrente ficará memorável a todos os séculos pelos terramotos e incêndios que arruinaram uma grande parte desta Cidade.”

— Gazeta de Lisboa, Novembro de 1755.
O sismo de Lisboa abalou muito mais que a cidade e os seus edifícios. Lisboa era a capital de um país católico, com grande tradição de edificação de conventos e igrejas e empenhado na evangelização das suas colónias. O facto de o sismo ocorrer em dia santo e destruir várias igrejas importantes, dentro das quais muitos fiéis reuniam-se para celebrar a data, levantou muitas questões religiosas por toda a Europa. Para a mentalidade religiosa do século XVIII, foi uma manifestação da ira divina de difícil explicação.

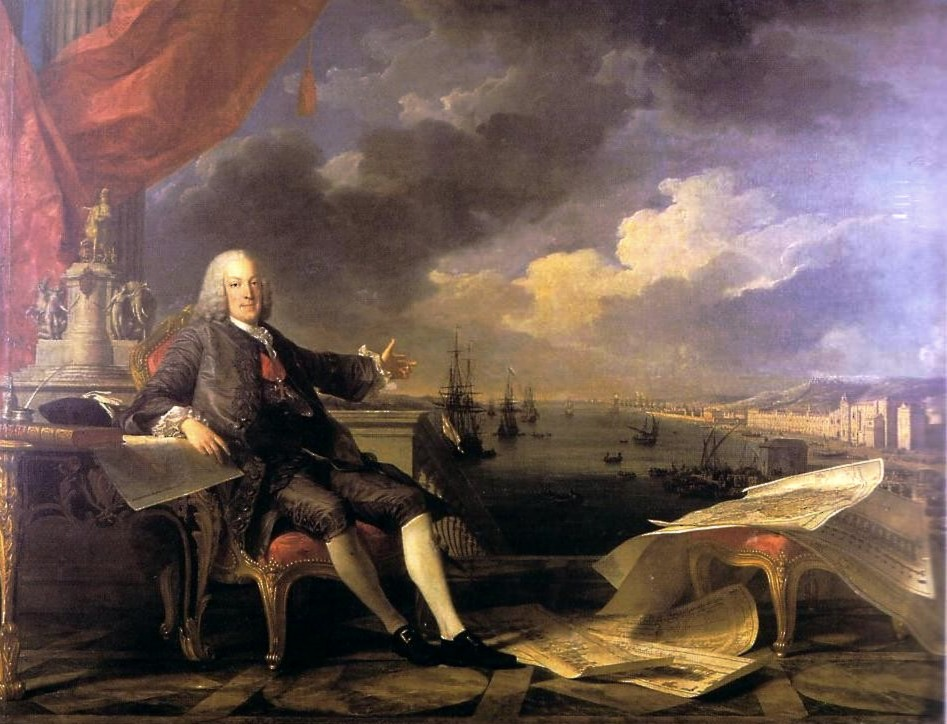
Marquês de Pombal e a cidade de Lisboa, de Louis-Michel van Loo e Claude Joseph Vernet, Museu de Lisboa

O Cavaleiro de Oliveira, convertido ao protestantismo, escreveu um panfleto, (“Discours pathétique au sujet des calamités présentes arrivées en Portugal. Adressé à mes compatriotes et en particulier a Sa Majesté Très-Fidèle Joseph I, Roi de Portugal.  Par le Chevalier d’Oliveyra. A Londres. MDCCLVI”, 1756), em que atribui o sismo à ira divina, desencadeada pela falta de conhecimento da palavra de Deus (uso do latim) e o consequente culto das imagens («a origem de todo o mal é que se fecharam em Portugal todas as entradas à Lei de Deus ao proibir aí o curso, leitura e meditação da Sua santa palavra») e o apoio à Inquisição e à perseguição contra os judeus («Lisboa estava inundada pelo sangue inocente que os inquisidores nela haviam derramando. É esta provavelmente uma das principais causas da ruína de Lisboa»). Tal ousadia valeu-lhe ser processado e julgado in absentia pela Inquisição, tendo a estátua do réu sido queimada no auto-da-fé que se celebrou no Claustro do Convento de S. Domingos em 20 de Setembro de 1761.

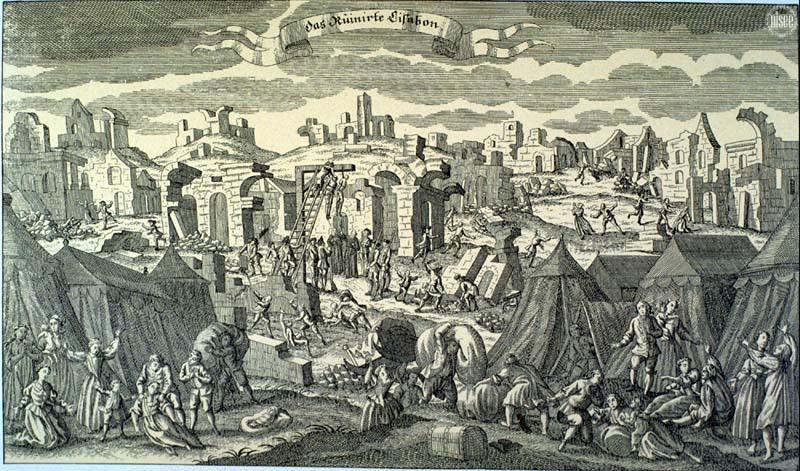
Ruínas de Lisboa. Após o sismo os sobreviventes viveram em tendas nos arredores da cidade, como ilustra esta gravura alemã de 1755.

O conceito do sublime, embora já tivesse sido formulado antes de 1755, foi desenvolvido na Filosofia e elevado a tema de maior importância por Immanuel Kant, em parte como resultado das suas tentativas para compreender a enormidade do sismo de Lisboa e do tsunâmi. Kant publicou três textos distintos sobre o sismo. O jovem Kant, fascinado com o fenómeno, reuniu toda a informação que conseguiu sobre o desastre, através de notícias impressas, servindo-se desses dados para formular uma teoria relacionada com a origem dos sismos. A teoria de Kant, que envolvia o deslocamento de enormes cavernas subterrâneas insufladas por gases a alta temperatura, foi, ainda que mais tarde se mostrasse falsa, uma das primeiras tentativas sistematizadas a tentar explicar os sismos através de causas naturais, em vez de causas sobrenaturais. De acordo com o filósofo marxista Walter Benjamin, no seu programa de rádio para crianças chamado "O terramoto de Lisboa", o pequeno caderno de Kant sobre o assunto representa, provavelmente, o início da Geografia científica na Alemanha. O mesmo autor chega a afirmar: "E foi, certamente, o início da Sismologia".

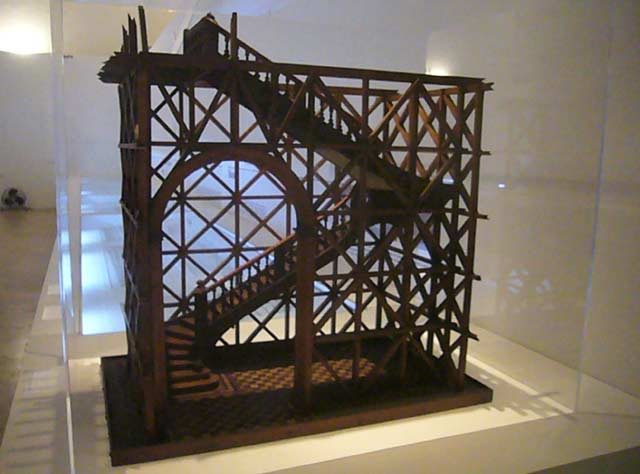
Gaiola pombalina, modelo da estrutura antissísmica desenvolvida na reconstrução da Baixa Pombalina

A competência do ministro não se limitou à acção de reconstrução da cidade. O Marquês de Pombal ordenou um inquérito, enviado a todas as paróquias do país para apurar a ocorrência e efeitos do sismo. O questionário incluía as seguintes questões:
- Por quanto tempo a terra tremeu?
- Quão forte?
- Que danos causou?
- Quantas pessoas morreram?
- Você notou algum sinal estranho antes do terremoto?
- Os animais tiveram comportamento estranho?
- Que aconteceu nos poços?

As respostas estão ainda arquivadas na Torre do Tombo. O inquérito do Marquês de Pombal foi a primeira iniciativa de descrição objectiva no campo da sismologia, razão pela qual é considerado um precursor da ciência da sismologia.